# Chiesa di San Giorgio (Bonassola)
La chiesa di San Giorgio è un luogo di culto cattolico situato nella frazione di San Giorgio nel comune di Bonassola, in provincia della Spezia.

## Storia
Le fonti storiche attestano il completamento dell'edificio nella seconda metà del XVI secolo - sul sito pare non esistessero in precedenza altri edifici religiosi - fu alle dipendenze della chiesa parrocchiale di Santa Maria Assunta di Reggimonti sino al 1690.
Il campanile venne realizzato tra il 1673 e il 1676 utilizzando probabilmente pietra locale proveniente anche dagli antichi siti di Chiesarotta e Torre Ardoino. Esso ospita un concerto di cinque campane, intonato su scala minore di SOL bemolle 3, due delle quali (seconda e terza) realizzate da "PAULUS CAPANNI DE GARFAGNOLO CASTRI NOVI IN MONTIBUS A.D. MDCCCLXXV". La quarta è una rifusione del 1933, mentre le campane prima e quinta sono state aggiunte nel 1925: la realizzazione di tali manufatti fu curata sempre dalla stessa dinastia emiliana di fonditori.

## Descrizione

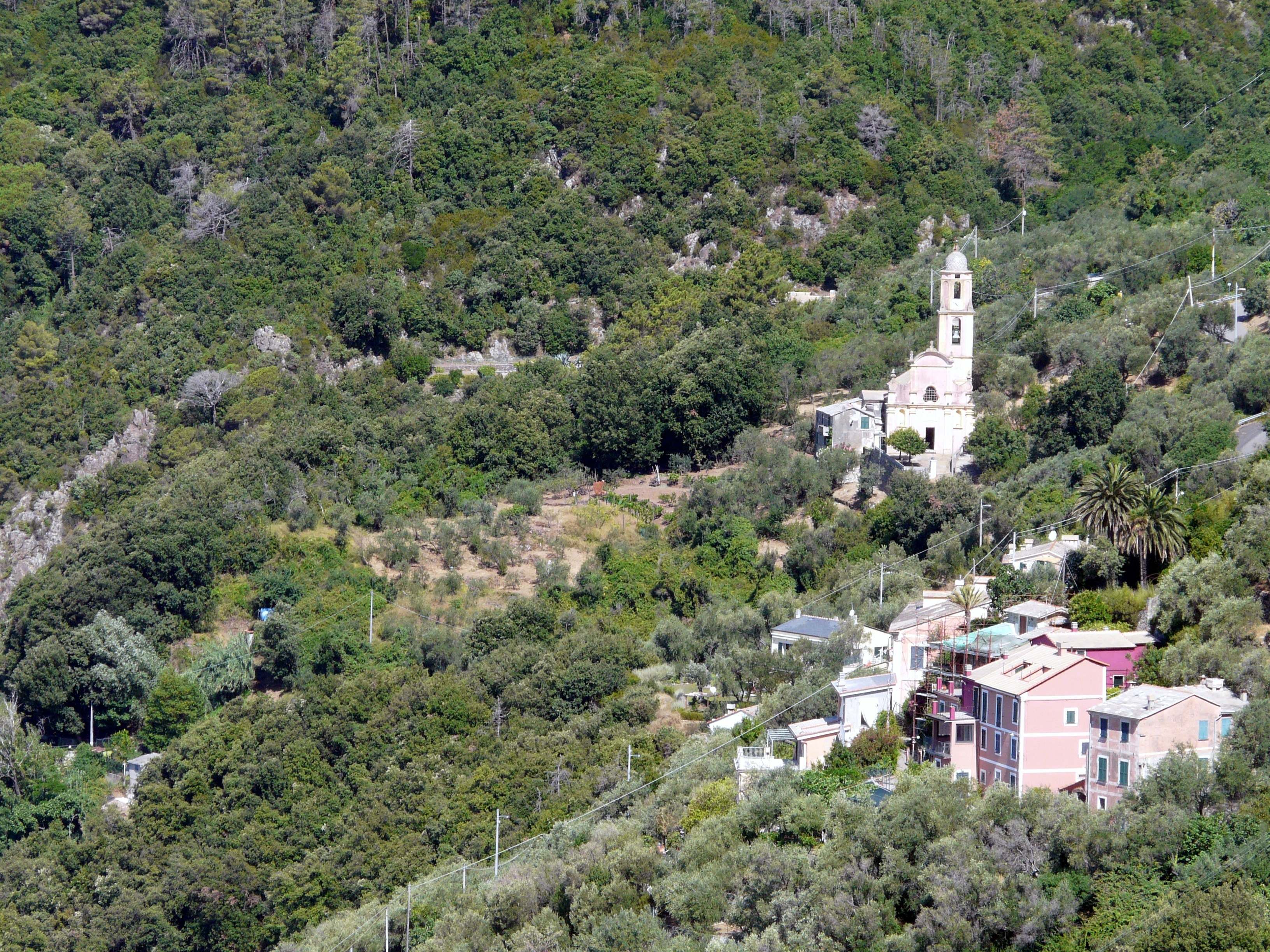
La chiesa e il paese

Nella facciata sono presenti due statue - nelle nicchie - ritraenti la Vergine Maria e un santo; nel centro è invece raffigurato in un bassorilievo San Giorgio che uccide il drago.
All'interno della chiesa, nella parte destra, sono conservati il dipinto della Madonna del Carmine con san Pietro martire e santa Lucia - nel secondo altare - un settecentesco crocifisso in legno di scuola scultorea genovese - tra il secondo e terzo altare - e una coeva statua genovese ritraente la Madonna del Carmine nel terzo altare.
Nella parte sinistra i due altari laterali - e non tre in quanto quello di mezzo fu demolito per far spazio al pulpito - conservano le tele della Madonna col Bambino tra san Lazzaro e santa Maria Maddalena - dipinta con olio su legno e ubicata nell'altare vicino al presbiterio - e un dipinto settecentesco di Sant'Antonio da Padova nell'altare vicino all'ingresso.
Nel presbiterio, diviso dal corpo centrale della chiesa da una balaustra in marmo bianco di Carrara, è esposta una tela raffigurante l'Addolorata e Gesù deposto, databile al XIX secolo, molto probabilmente mutuata dall'immagine presente nel santuario di Nostra Signora di Soviore a Monterosso al Mare. Sull'altare maggiore il crocifisso in legno è del Settecento; nel coro il dipinto di San Giorgio realizzato tra il XVIII e XIX secolo.
L'organo a canne, a trasmissione meccanica, con prima ottava scavezza, recentemente restaurato, risulta essere uno strumento di scuola ligure, realizzato nel XVIII secolo.